# 芦田川
芦田川（あしだがわ）は、広島県東部を流れる芦田川水系の本流で、一級河川。
備後地方を代表する河川である。流路延長86キロメートル、流域面積860平方キロメートル。1967年（昭和42年）6月一級河川に指定。
2015年現在、中国地方一級河川13水系の内「水質ワースト1位」。1972年度から38年間にわたり更新し続けてきたが、2011年度のみ前年に同値だった吉井川がさらに悪化したため、ワーストを脱出することとなった。ただ翌2012年吉井川が水質改善したことにより再びワーストとなり、以降その記録を更新している。

## 流域
広島県三原市大和町大字藏宗（標高570メートル）に源を発し、世羅台地（吉備高原）を概ね東流、府中市へ出る。神辺平野にはいり、福山市北部で南流へ転じ福山平野を南下、福山市街の西を通って備後灘（瀬戸内海）に注ぐ。途中で支流をあわせ、全流域は県東部および一部岡山県西部にまたがる。
以下、本流域および主要な支流域にある市町村を上流から列挙する。特記のない市町村は広島県。
- 芦田川 - 三原市、世羅郡世羅町、府中市、福山市
  - 京丸川 - 世羅郡世羅町
  - 山田川 - 世羅郡世羅町
  - 矢多田川 - 神石郡神石高原町、府中市、世羅郡世羅町
  - 宇津戸川 - 世羅郡世羅町
  - 阿字川 - 府中市
  - 御調川 - 三原市、尾道市、府中市
    - 山田川 - 尾道市

  - 出口川 - 府中市
  - 砂川 - 府中市
  - 神谷川 - 神石郡神石高原町、福山市
    - 藤尾川 - 神石郡神石高原町
    - 父尾川 - 神石郡神石高原町
    - 見谷川 - 福山市

  - 有地川 - 福山市
  - 服部川 - 福山市
  - 高屋川 - 岡山県井原市、福山市
    - 加茂川 - 福山市
      - 四川 - 福山市

    - 箱田川 - 福山市
    - 竹田川 - 岡山県笠岡市、福山市

  - 瀬戸川 - 福山市
    - 河手川 - 福山市

## 地理
上中下流域は以下のとおり。
上流域 - 源流から府中市
台地区域であり、流域ほとんどを台地の切れ目に沿って小さく蛇行している。三原市大和町の源流から東進し、世羅郡世羅町大字京丸で京丸川が合流、世羅町大字川尻付近で北進し、三川ダムおよびダム湖である神農湖を形成する。そこから北進し、世羅町大字伊尾字的場付近で山田川および矢多田川が合流、そこから南進し、八田原ダムおよびダム湖である芦田湖を形成し宇津戸川が流れこむ。そこから西進、府中市久佐町で阿字川が合流、府中市河佐町で南進、府中市篠根町で御調川が合流し、そこから北東方向へ進み府中市中心部である府中町へと入る。
中流域 - 府中市市街地から神辺平野
古代は芦田川下流域であった区域である。府中町内で出口川と合流、中須町内で砂川が合流、その後は神辺平野を東南東へと進む。途中、福山市新市町で神谷川が、福山市駅家町で有地川と服部川が合流する。福山市御幸町大字中津原で南西方向へ大きくカーブする。
下流域 - 福山平野（福山市中心部）
古代は海中あるいは遠浅の浅瀬で、以降の開発により平野となった区域である。御幸町大字中津原で高屋川が合流、福山市中心街西側を南南西から南南東へ緩やかにカーブを描きながら、福山市神島町付近で瀬戸川が合流し、以降南南東方向へと進み、芦田川河口堰を経て、河口となり、備後灘へと流れこむ。
また、当地の気候区分は瀬戸内海式気候に属し、梅雨と台風以外の降雨および降雪が少ない。流域都市の年間降水量は全国平均の2/3程度である。
中国地方の主要都市を流れる他の一級河川との違いや特徴は以下のとおり。
1. 源流が保水力のある中国山地ではなくそれより南に位置する世羅台地にある。
2. 全流域が台地（標高250メートルから500メートルまで）と平野（標高250メートル以下）でほぼ二分されている[14]
3. 河口から約30キロメートル地点（府中市市街地よりやや上流）で急激に河床勾配が変化する[15]（距離標35.0から19.0間で、河床勾配は1/110→1/180→1/400→1/700と変化[16]）。
4. 流量が少ない中で下流域の水利用が減らないため、上流より下流の流量が少なくなっている[13][17]。
5. 下流域の土地ほとんどが洪水水位より低い地盤高である[18]。

そのため、中・下流に備後都市圏の中心地であり中核市である福山市を抱えかなりの水利用がある中で、洪水対策を取らなければならないのと同時に渇水対策も取らなければならない、治水・利水共に難しい河川である。

## 名称の由来
芦田郡（葦田郡）の郡名に由来すると考えられる。この郡は歴史が古く、和銅2年（709年）に一部が甲奴郡として分割されたが、その前は備後国のほとんどの郡と境を接し、位置的にも備後の中心であった。また、当時の主要な道路の分岐点や交差点が郡内の上下（分割により甲奴郡に）や府中に集約されていたため、その地理的な条件を政府が重視して、葦田郡に備後国の国府が置かれたと考えられる。

## 沿革

### 初期

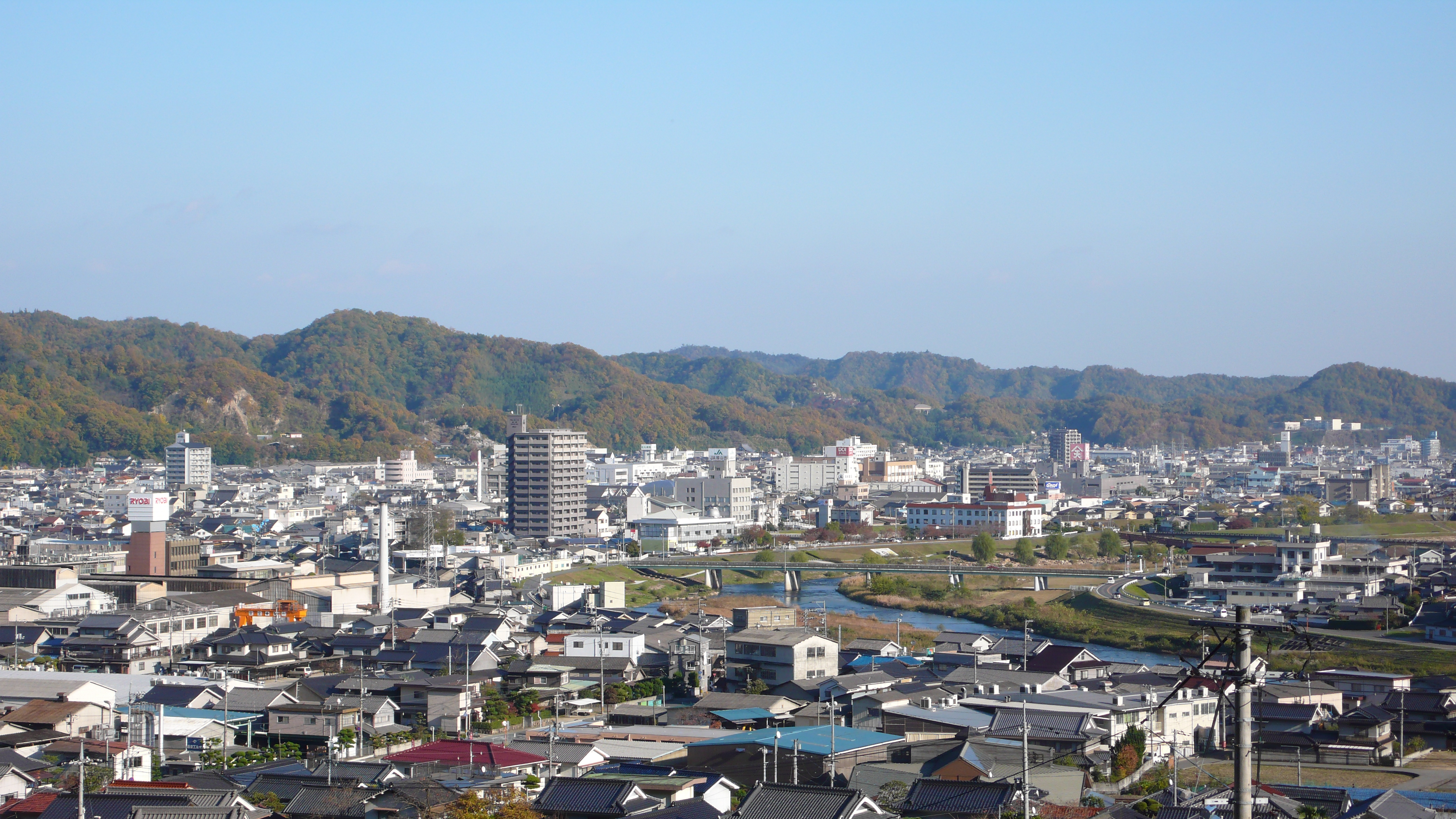
中流域の中心都市、府中市。中央の川が芦田川（河口から約27km付近）

3千年から4千年前の太古の昔、現在の中・下流域は「穴の海」と呼ばれる沼あるいは湿地帯であった。年月を重ねるうちに、上流から流出してきた土砂が堆積し平野を形成、弥生時代にはその平野に「穴国」ができ人々が住んでいた。
中流域は江戸時代までこの地域の中心地であった。駅家に6世紀後半から7世紀初頭に造られた備後地方としては珍しい大規模前方後円墳の「二子塚古墳」があり、これはこの地域が吉備国の一部としてヤマト王権と繋がりがあったことを示している。7世紀後半に備後国が設けられると、国府は府中に、国分寺は神辺に置かれた。山陽道と石州街道の交点である「御調」が栄え、南北朝時代に神辺城が築城され、戦国時代まで神辺は備後国の要所として機能した。
一方当時の河口には、港町あるいは明王院の門前町として草戸千軒町が栄えていた。更に南には潮待ちの港として鞆の浦が発展していた。
慶長年代（1596年 - 1615年）に府中の国府付近が大規模な洪水により流出した記録が江戸時代後期の地誌『備陽六郡志』に残っている。なお、中国地方の一級河川である斐伊川・江の川・旭川・太田川などは、中国山地内でのたたら製鉄に伴う森林伐採による土砂流出によりこの時代に洪水と平野形成が行われているが、上記の通り源流が中国山地内にない芦田川はその影響はなかった。

### 福山藩による流路改修
転機となったのは、1619年（元和5年）に譜代大名水野勝成が備後福山藩主として入封したことである。西国の有力外様大名に対する押さえとして福山城が築城され、周辺開発を積極的に行い領内の経営に努めた。
その中で河川改修が行われた。河口部に広がる干潟を干拓し農地に変え、福山城下への氾濫を防ぐため城から川を遠ざけるよう流れを西寄りに改修する工事が行われた。その中で有名なものが、中津原の改修である。府中から蛇行していた川筋を東へまっすぐ流し、中津原で南へ直角に曲げ、その曲がり角に二重堤防を築き、この地点で意図的に河川を氾濫させ城下を洪水から守る普請を行った。勝成はその他、日本三大上水道である福山上水や服部大池を普請している。
このころの芦田川は現在の福山市神島町から「鷹取川」と芦田川に分岐し、鷹取川は市内側・芦田川は山側を流れ、現在の水呑町付近で合流し河口へと流れていた。ちなみにこの2つの川に挟まれた中洲にあった草戸千軒町は、1673年（寛文13年）の大規模洪水により水没している。
江戸時代、勝成以降は大規模な河川改修は行われなかった。この間、福山藩は船運の航路確保のため積極的に堆積土砂対策に務めた。具体的には、流域の村に頻繁な浚渫を命じ、出水8尺5寸（約2.58 m）時点で役所に報告され藩による防災活動を開始、1丈（約3.03 m）時点で城の西側にあたる本庄に約200人の人夫が集まる手はずとなっていた。
明治時代にはいり廃藩置県以降、船運確保のための土砂対策が行われなくなり、堆積土砂や老朽化した堤防が原因で80ミリメートル以上の降雨で簡単に洪水してしまい、これが毎年のように続いた。

### 近代の改修
1919年（大正8年）7月、梅雨前線による洪水により、府中・駅家・神辺・福山中心部、つまり現在の中流域から下流域を襲う大規模な洪水が発生する。被害状況は、死者23人、家屋全壊226戸、家屋半壊190戸、床上浸水770戸、床下浸水5468戸。
これを契機に、芦田川の府中から下流側の治水工事が決定し、1921年（大正10年）に着工した。その中で最も大きな事業が、鷹取川を廃川にし埋め立て、その付近の中洲を掘削し芦田川を拡幅する工事であった。この工事の最中、1930年（昭和5年）には江戸時代に消滅して存在自体忘れ去られていた草戸千軒町で陶磁器や古銭等が多数出土している。
戦時中は工事を中断する。1945年（昭和20年）8月8日の福山大空襲の際には、一部の市民はこの川へ避難してきている。同年9月、大型の枕崎台風による洪水では中流域を中心に大きな被害となった。被害状況は、死者85人、家屋全壊122戸、家屋半壊84戸、家屋浸水2714戸、冠水面積1135ha。
戦後、芦田川改修工事を再開し、合わせて枕崎台風被害の復旧工事も行われた。また、下流域の農業用水確保のため灌漑専用ダム建設が決定し、1949年（昭和24年）に着工、1960年（昭和35年）に三川ダムとして竣工した。
1961年（昭和36年）、大正時代から続いた大規模改修はほぼ完成した。また、同年から草戸千軒町遺跡の大規模な発掘調査を開始している。

### 高度経済成長

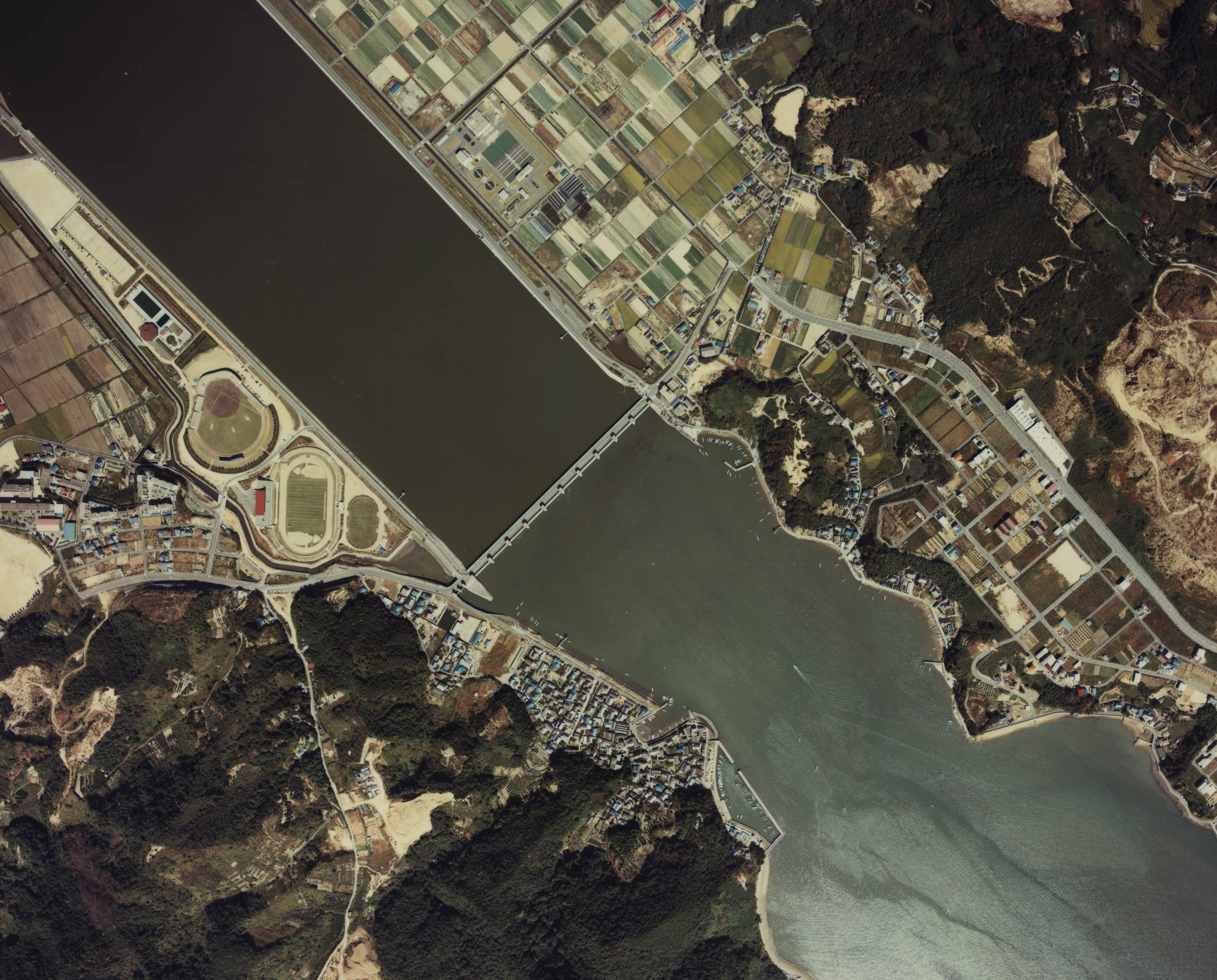
芦田川河口堰。左岸下流側に管理事務所がある。右岸側は同時期にできた竹ヶ端運動公園。

第2の転機となったのは、1964年（昭和39年）の通商産業省（現経済産業省）による「備後工業整備特別地域」に指定、1966年（昭和41年）に日本鋼管福山製鉄所（現JFEスチール西日本製鉄所）が操業開始 したことである。以降、福山を中心に重工業都市として爆発的に人口増加していく。
この中で都市用水および工業用水の確保が急務となり、三川ダムの嵩上げ工事が行われ、1969年（昭和44年）に芦田川河口堰着工、1973年（昭和48年）に八田原ダム着工となった。1981年（昭和56年）には河口堰竣工、1997年（平成9年）には八田原ダム竣工。
ただ、1972年（昭和47年）から中国地方の一級河川における水質ワースト1を記録、以降記録を更新し続けている。1986年、支流の出口川でカドミウム汚染が発覚し、府中市と広島県が対策事業を始めた。1993年（平成5年）の地方拠点法に基づき「福山地方拠点都市地域」に指定される中で、水質ワースト記録を更新し続けた。

### 水質改善へ
1970年（昭和45年）に芦田川流域自治体でつくる「芦田川水系の水を守る会」が結成され、水の調査や自然体験会などを開いて、水質改善に向けた取り組みが始まる。2004年（平成16年）には、国や市および市民団体で「芦田川環境マネジメントセンター(AEMC)」を設立、官民をあげて改善へと動いていく。
AEMCは水質悪化の原因を支流高屋川の悪化が主因と見ている。この川は、福山のベッドタウンである神辺中心を流れているが、当地は下水道整備が遅れており（2010年現在、流域の普及率4割
）生活排水が河川に流入して、そもそも流量自体少ないことも相まって、水質悪化に繋がっている。AEMCは改善に向け、高屋川流域および更に芦田川下流にある支流瀬戸川流域の住民に生活排水を川へ流さないよう呼びかけている。国土交通省は、芦田川と高瀬川の合流部に「高屋川河川浄化施設」、芦田川から河川水を浄化用水として高屋川に流し流量を増やす「浄化用水導入事業」、と中津原地区に2事業を行った。
また、AEMCの考えとは別に、河口堰による汽水域の消滅も水質悪化の原因とする見解もある。河口湖は富栄養化が進みアオコが発生しているが、河口堰を管理する国交省は上記の高屋川事業により河口湖の改善もできるとしている。地元市民団体を中心に水門の常時開放を願う嘆願書を国交省や市に提出していた が、堰開放により上流からヘドロが流入し漁場が荒れるとして開放に否定的な漁師もいる こともあり、国交省は水の入れ替え促進を目的とした「弾力的放流」を継続的に行っている。
2013年（平成25年）10月22日、「芦田川環境マネジメントセンター」などと活動が重複することから、4市1町（福山、府中、尾道、井原、世羅）でつくる「芦田川水系の水を守る会」が年度末での解散を決定、43年の活動に幕が閉じられる。

## 測定結果
| \| 年 \| Q \| BOD \| 備考 \| \| ---- \| ----- \| --- \| ------ \| \| 1970 \| \| \| \| \| 1975 \| \| \| \| \| 1980 \| \| \| \| \| 1985 \| 20.74 \| 5.3 \| \| \| 1990 \| 15.96 \| 4.0 \| \| \| 1995 \| 8.77 \| 6.7 \| \| \| 2000 \| 4.43 \| 4.0 \| \| \| 2005 \| 不明 \| 6.7 \| 浚渫中 \| \| 2010 \| \| 2.1 \| \| | 国交省が流量観測地点を置いている山手橋（河口から約9.3キロメートル、上流流域面積798.8平方キロメートル）付近の、5年ごとの年平均流量(Q)と生物化学的酸素要求量(BOD) を示す。 流量は1秒あたりの立方メートル、BODはリッターあたりのミリグラム。測定地点の環境基準は「A類型(リッターあたり2ミリグラム、2.0 mg/l)」。 特に1994年の平成6年渇水時のBODは12.0と渇水時には高い値を示している。また、2006年（平成14年）から測定地点付近で国交省により浚渫工事を数年にわたって行っていたため、数年間流量値はない。 |     |        |
| 年 | Q | BOD | 備考   |
| 1970 | |     |        |
| 1975 | |     |        |
| 1980 | |     |        |
| 1985 | 20.74 | 5.3 |        |
| 1990 | 15.96 | 4.0 |        |
| 1995 | 8.77 | 6.7 |        |
| 2000 | 4.43 | 4.0 |        |
| 2005 | 不明 | 6.7 | 浚渫中 |
| 2010 | | 2.1 |        |

## 自然
瀬戸内海国立公園の備後灘、天然記念物「久井・矢野の岩海」、上流域に県自然環境保全地域が2箇所・緑地環境保全地域が2箇所・県立自然公園が1箇所と自然豊かな流域ではあるが、上記の通り一部に汚濁が目立っている。

### 地質
流域全体は花崗岩で形成され、下流の平野は風化した花崗岩「マサ土」が上流から流れて堆積した沖積平野となっている。
上流域は、流紋岩・閃緑岩・花崗岩など混在した地層となっている。久井・矢野の岩海は花崗閃緑岩、景勝地「河佐峡」は変輝緑岩および斑れい岩で形成されている。中流・下流域は粘板岩や流紋岩からなり、風化した花崗岩による沖積平野の特徴がみられる。

### 生物
1997年（平成9年）から2001年（平成13年）に行われた河川水辺の国勢調査（河川センサス）によると以下の種が確認されている。
- 植物：128科718種
- 魚介類：9目20科51種
- 底生動物：4目11科18種
- 鳥類：11科27目74種

- 両生類：2目5科8種
- 爬虫類：2目6科9種
- 哺乳類：5目7科11種
- 昆虫類：16目194科1186種

貴重な種としては、アカザ、エビネ、エヒメアヤメ、ギフチョウ、カジカガエル、スジシマドジョウ、メダカ、グンバイトンボ、ハグロトンボ、ゲンジボタル、ナガサキアゲハ、オオムラサキなどが確認されている。特に、特別天然記念物のオオサンショウウオは上流域の広い範囲で確認されている。一方で護岸整備による環境変化が原因となりアユモドキが絶滅したと見られている。
上流域は、世羅台地上の大半をアカマツが植生し、カワムツやオイカワなど渓谷特有の動植物が生息している。中流域は、ヨシやクサヨシやヤナギが群生、そこではサギが住み着き、アユ・オイカワ・ニゴイなどの魚類が生息する。下流域には、流量不足から中洲が形成され、セイタカヨシ・カワヤナギ・オギなどが群生、ヨシ原ではオオヨシキリが巣を作っている。なおこれらヨシ原のうち下流域の福山市明王台付近の右岸および中洲のものは、ヨシの水質浄化作用を期待して国土交通省により意図的に整備されたものである。
上記の通り、高度経済成長以降大きく環境が変わったのが、生活用水の流れ込みにより水質悪化した支流高屋川流域と、河口堰の完成により汽水域が消滅した河口付近である。高屋川は汚濁が進行し、主として澱みを好む種が生息している。以前河口にあった汽水域ではヤマトシジミやアサリ、アサクサノリが自生していた。だが河口堰完成以降はそれらを扱う漁師は減少しアサリの稚貝を放流している状況である。

## 施設
当地は瀬戸内海式気候に位置し降水量が望めないことから、古くから灌漑用溜池が作られた。その中の一つに、水野勝成が工事を指揮した服部大池がある。一方で流域ほとんどを占めるマサ土は、降雨のたびに流出し土砂災害となったり、堆積土砂として下流域に貯まることにより定規断面を狭め洪水災害につながってきた。そのため、砂防施設も古くから建設されている。
高度経済成長以降、水利用が減らないことに加え水質悪化懸念があることから、官民あげて総合的な利水策を検討している。

### ダム/堰

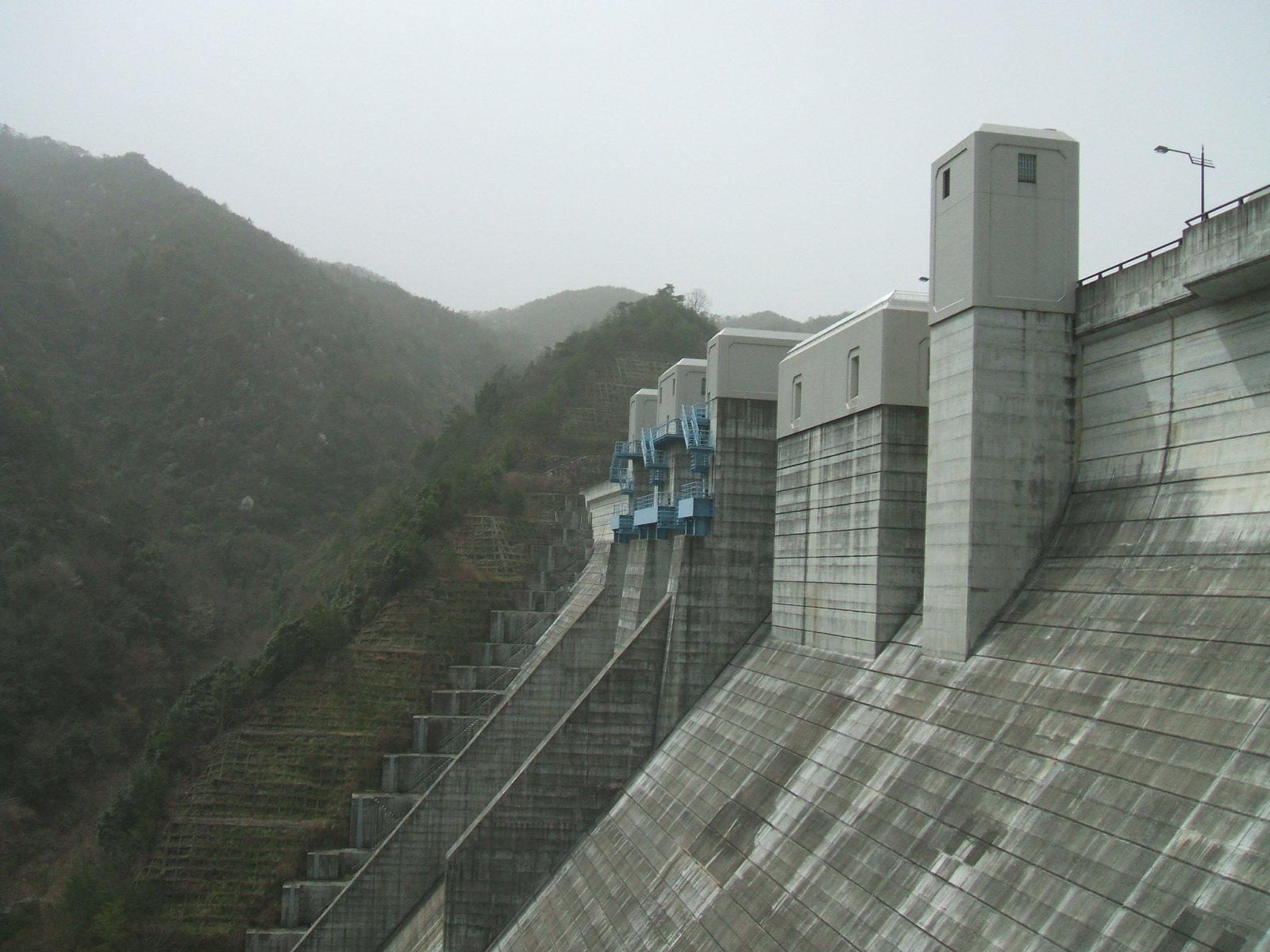
2020年、芦田川水系大規模氾濫時の減災対策協議会は、ダムの事前放流に関する協定を管理者などと結んだ。協定は、令和元年東日本台風災害の教訓を踏まえ、大雨が予想される3日前から放流によりダム水位をさげる運用を可能にするもので、対象は洪水調節機能を有する八田原ダム、御調ダム、三川ダム、藤尾ダムなど11基[59]。
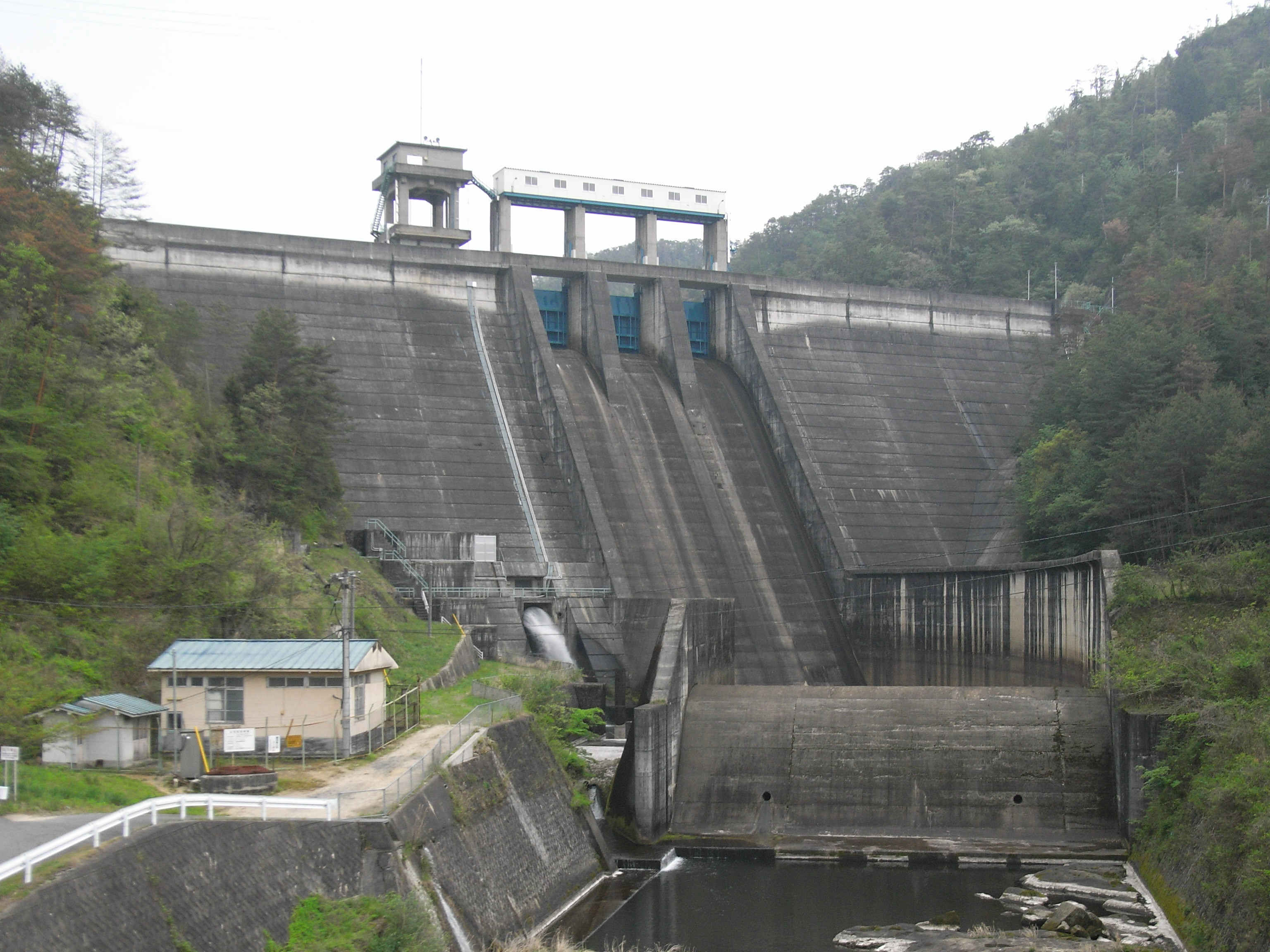
三川ダム
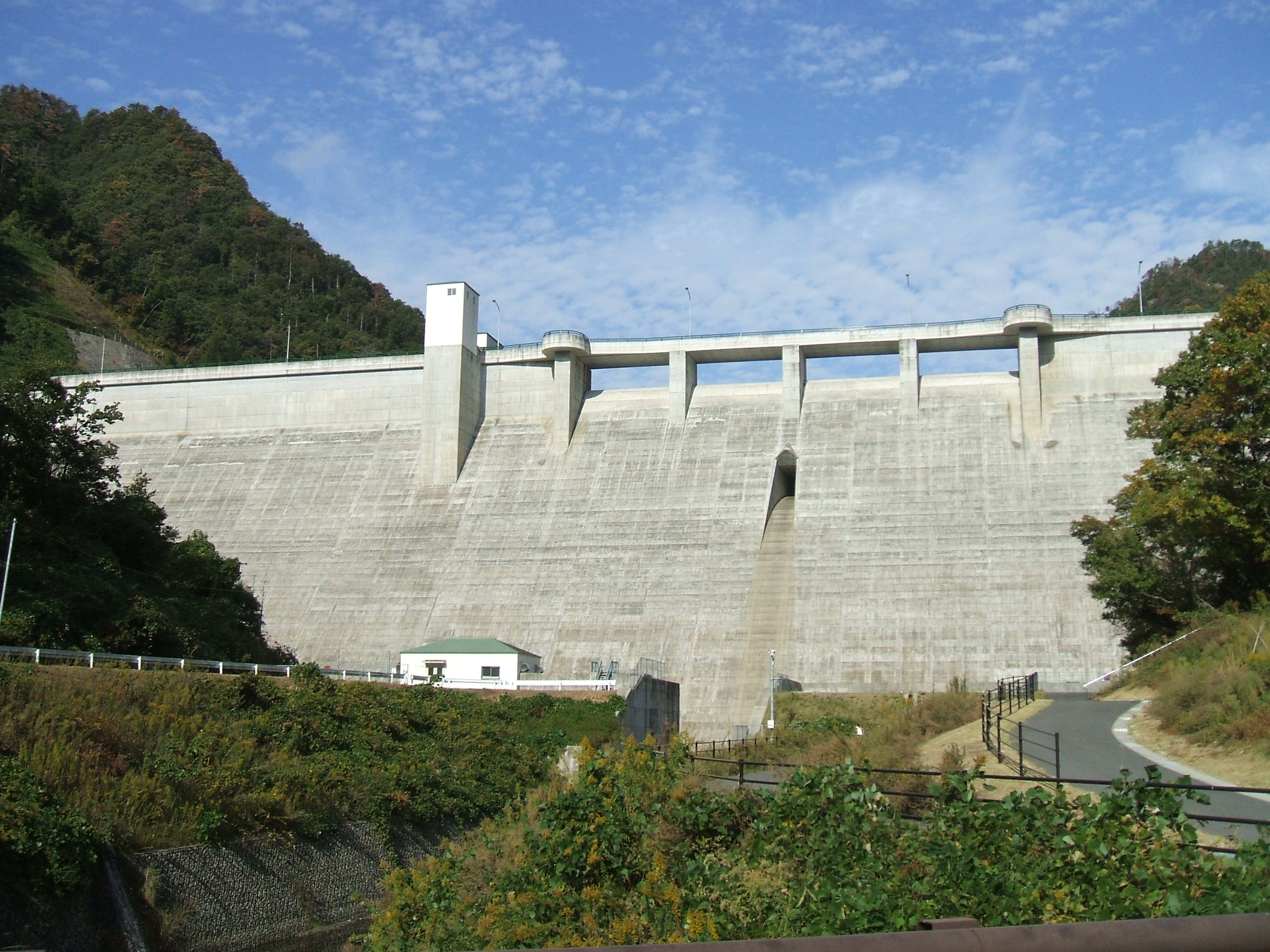
四川ダム
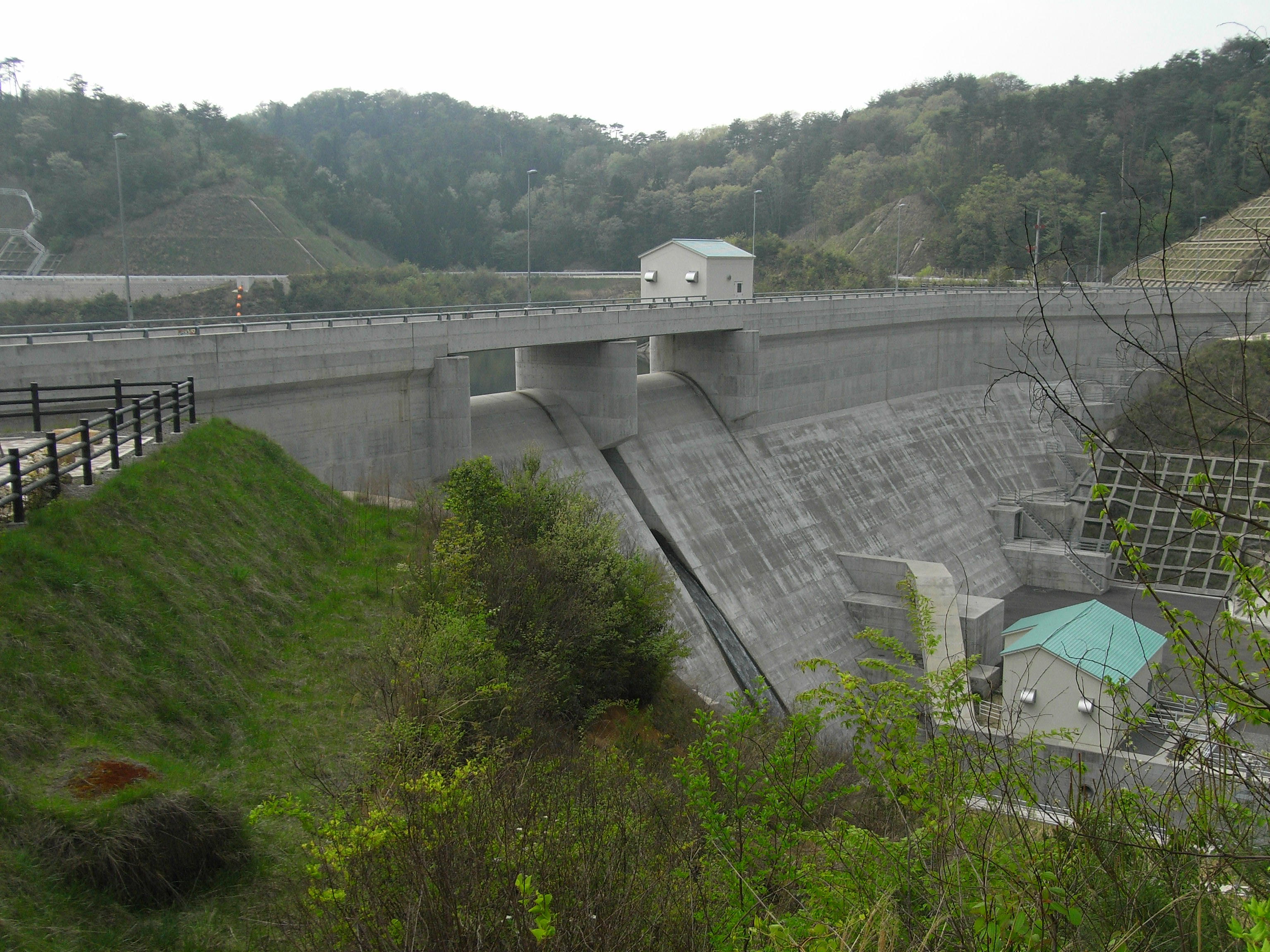
山田川ダム
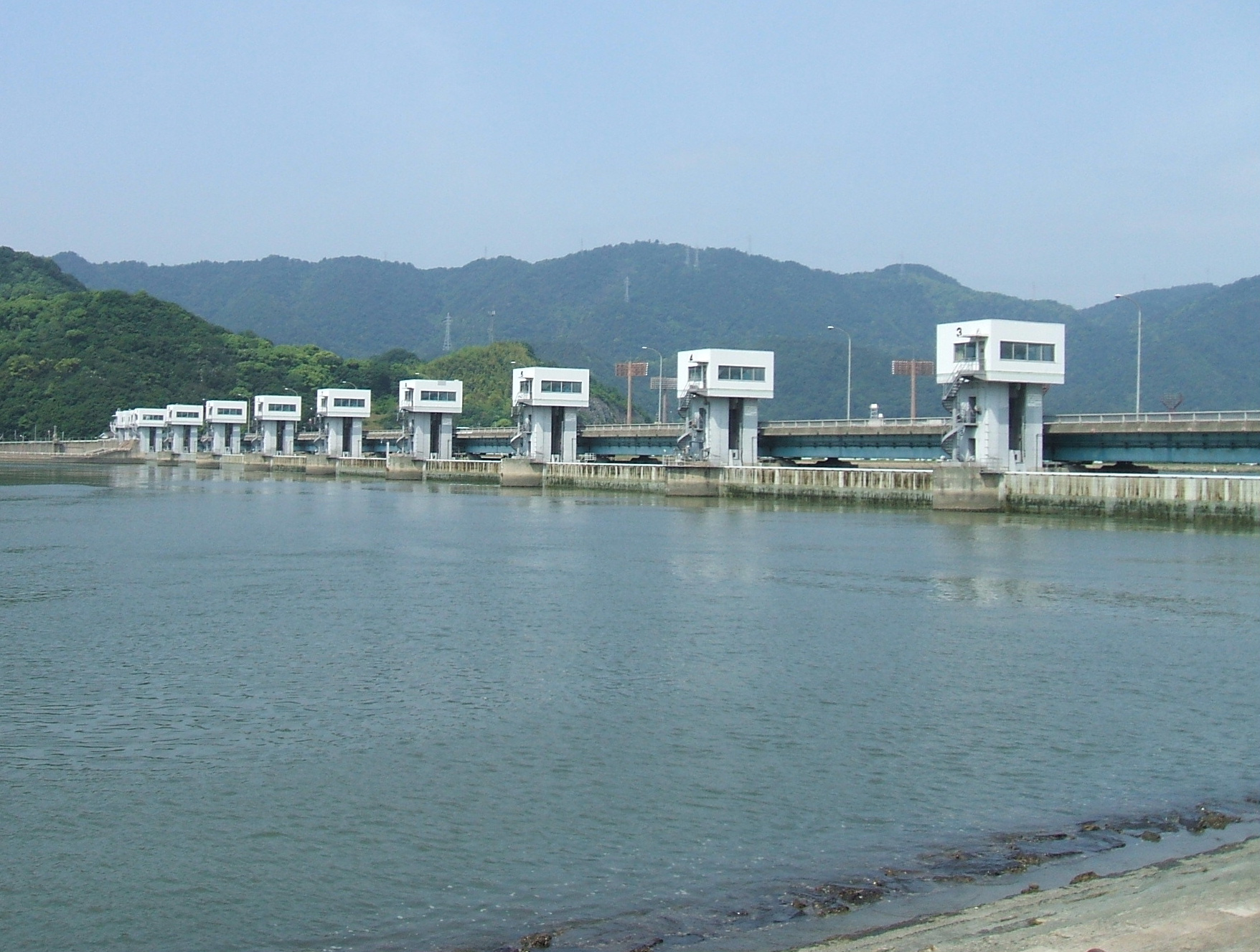
芦田川河口堰
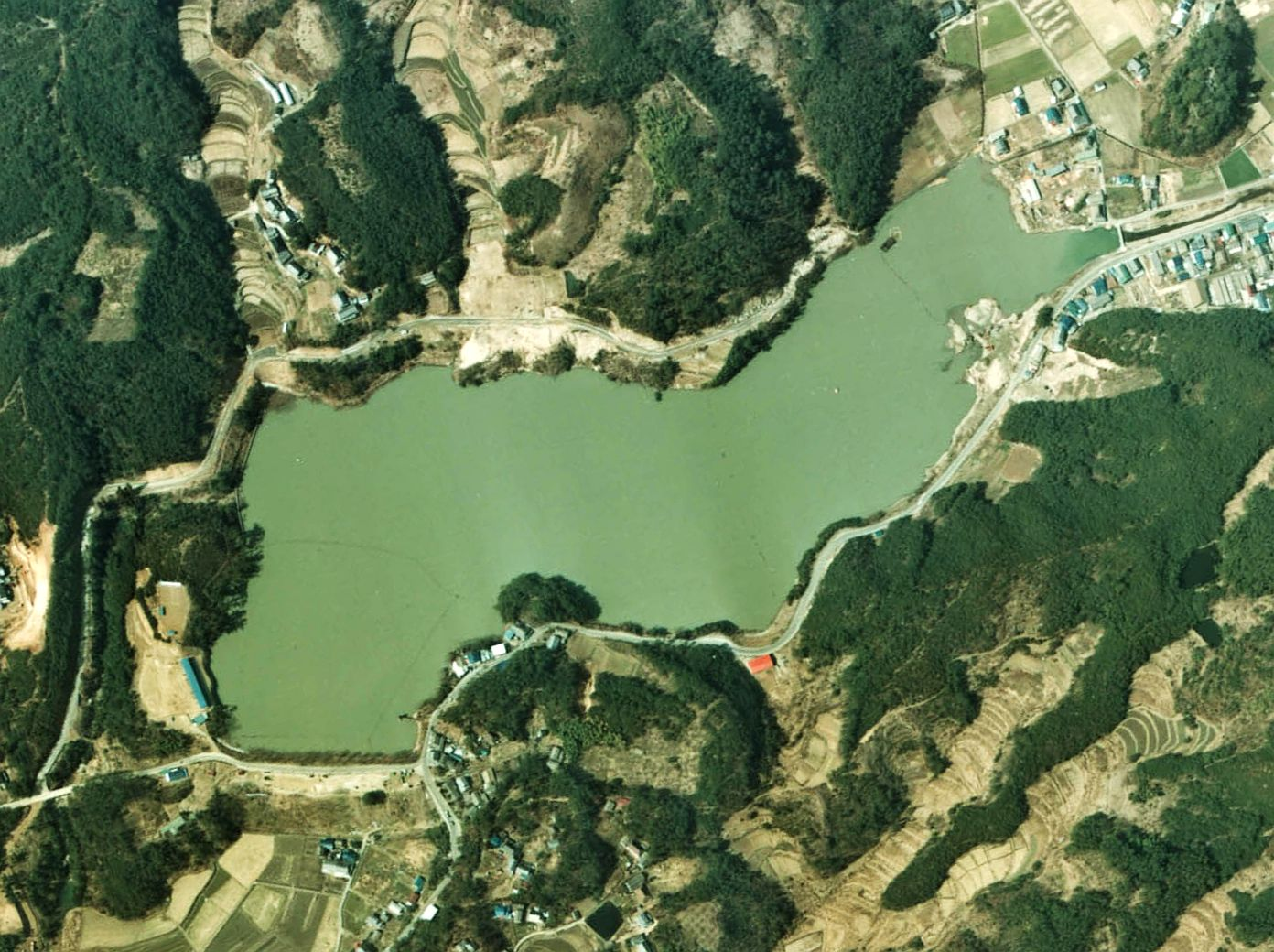
服部大池

| 本流・ 一次支流 | 二次支流 | 三次支流 | 河川施設     | 分類 | 型式         | 高さ | 総貯水容量 | 事業者             | 完成年 | 備考           |
| --------------- | -------- | -------- | ------------ | ---- | ------------ | ---- | ---------- | ------------------ | ------ | -------------- |
| 芦田川          |          |          | 神田大池     |      | アース       | 22.3 | 550        | 広島県             | 1989   |                |
| 芦田川          |          |          | 三川ダム     |      | 重力         | 53   | 12698      | 中国四国農政局     | 1959   | 1973年嵩上     |
| 芦田川          |          |          | 八田原ダム   |      | 重力         | 84.9 | 60000      | 中国地方整備局     | 1997   |                |
| 芦田川          |          |          | 芦田川河口堰 |      | 堰           | 6    | 5460       | 中国地方整備局     | 1981   |                |
| 京丸川          |          |          | 京丸ダム     |      | 重力         | 25.5 | 499        | 中国四国農政局     | 1996   |                |
| 神崎川          |          |          | 神崎大池     |      | アース       | 17.9 | 150        | 神崎土地改良区     | 1950   |                |
| 山田川          |          |          | 山田川ダム   |      | 重力         | 32.1 | 700        | 広島県             | 2005   |                |
| 宇津戸川        |          |          | 宇津戸大池   |      | アース       | 19.3 | 186        | 中原地区           | 1943   |                |
| 御調川          |          |          | 御調ダム     |      | 重力         | 53.1 | 5040       | 広島県             | 1988   | 旧「津蟹ダム」 |
| 御調川          | 野間川   |          | 吉田大池     |      | アース       | 23.5 | 313        | 久井土地改良区     | 1899   |                |
| 御調川          | 野間川   |          | 野間川ダム   |      | 重力         | 31.5 | 560        | 広島県             | 2012   | 旧「久井ダム」 |
| 御調川          | 山田川   | 綾目川   | 宇根山大池   |      | アース       | 16   | 58         | 不明               | 1947   |                |
| 神谷川          | 藤尾川   |          | 川井谷調整池 |      | 重力         | 16.5 | 47         | 広島県             | 1971   |                |
| 神谷川          | 父尾川   |          | 藤尾ダム     |      | ロックフィル | 32.5 | 870        | 広島県             | 1974   |                |
| 服部川          | 不明     |          | 雨木池       |      | アース       | 15   | 118        | 広島県             | 1987   |                |
| 服部川          |          |          | 服部大池     |      | アース       | 15   | 650        | 服部大池水利組合   | 1997   |                |
| 高屋川          | 清水川   |          | 三反田池     |      | アース       | 17.5 | 160        | 広島県             | 1975   |                |
| 高屋川          | 加茂川   |          | 大谷池       |      | アース       | 27.3 | 891        | 大谷池農業水利組合 | 1990   |                |
| 高屋川          | 加茂川   | 四川     | 四川ダム     |      | 重力         | 58.9 | 1650       | 広島県             | 2004   |                |
| 瀬戸川          | 河手川   | 片丘川   | 鈴池         |      | アース       | 19   | 386        | 広島県             | 1971   |                |
| 瀬戸川          | 論田川   | 久師川   | 熊野ダム     |      | アース       | 29.1 | 不明       | 福山市             | 1925   |                |
| 瀬戸川          | 論田川   |          | 光林寺池     |      | アース       | 19.9 | 433        | 広島県             | 1997   |                |

- 八田原ダム
- 三川ダム
- 四川ダム
- 山田川ダム
- 芦田川河口堰
- 服部大池[26]

### 砂防
マサ土による土砂災害は1641年（寛永18年）福山藩主水野勝俊から家老に災害を憂いた文章が残っているほど、この流域では古くから悩ませている。土砂災害対策は2010年現在でも重要な問題であり、特に広島県は土砂災害危険箇所の数は日本一 のものとなっているため、県を中心に災害対策が取られている。
福山藩の砂防

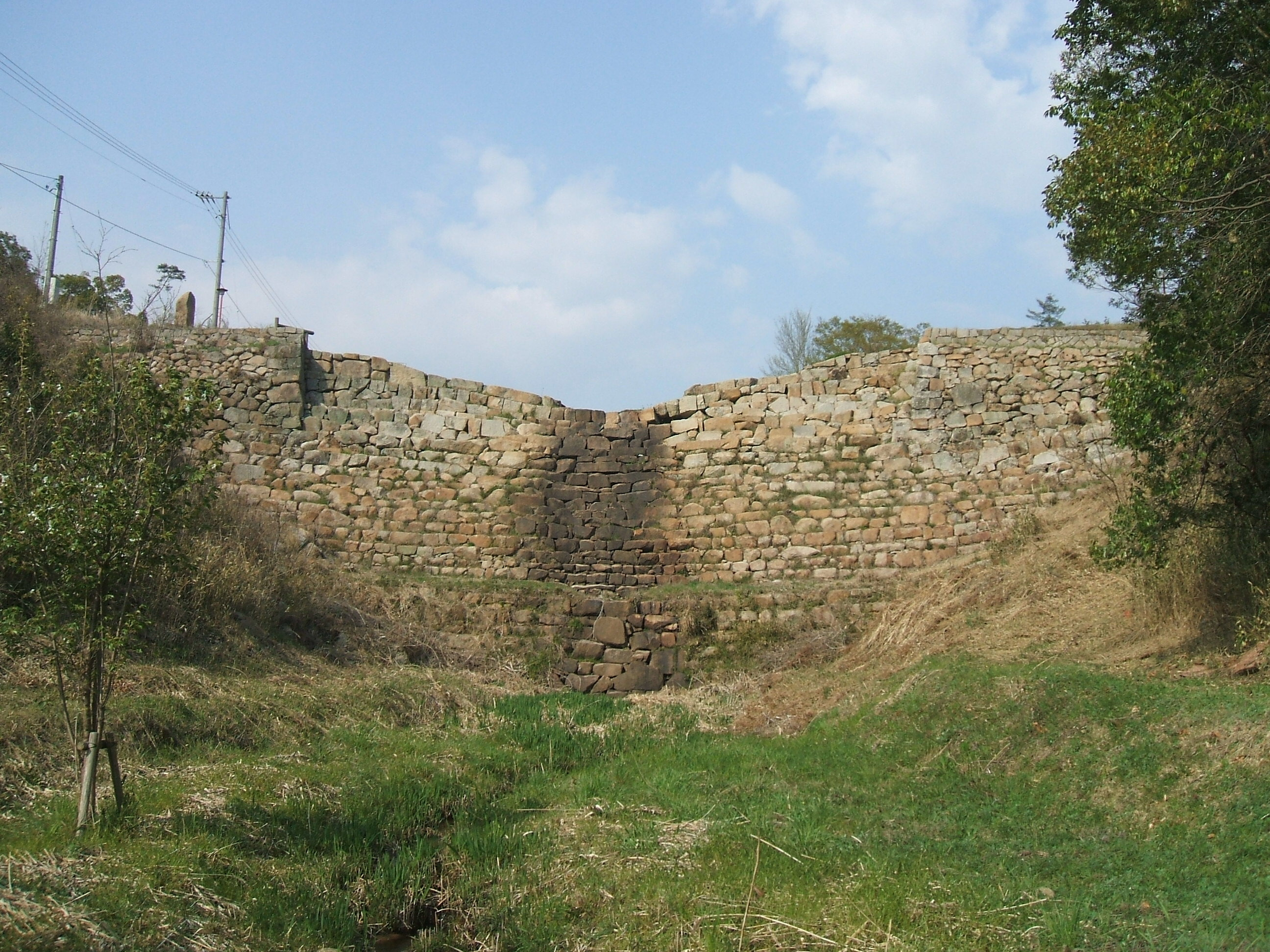
堂々川6番砂留

福山藩は、船運航路確保および土砂災害に対する重要政策として「砂留」という砂防堰堤を建設しており、この時代に28基普請された。福山城博物館所蔵『三谷家文書』に天保年間（1830年から1843年）に行われた砂留普請の記録が残っている。
神辺地区にある支流高屋川の支流（芦田川二次支流）である堂々川には、日本に現存する中でも古い部類の砂防ダムがある。この"堂々川砂留"は空石積堰堤で作られ現在1番から6番まで現存しており、最も上流に位置する6番砂留は1835年（天保6年）竣工で最大規模の砂留である。堂々川支流（三次支流）にある"鳶ヶ迫砂留""内廣砂留"も当時作られたもので、周辺は親水護岸や公園が県により整備されている。これら「堂々川砂留群」は2006年に国の登録有形文化財に登録されている。

### 疏水
上記の通り古来から慢性的な水不足であったため、農業用水の確保も問題であった。1961年三川ダム建設に伴うかんがい排水事業として、七社頭首工で取水し市内中心部まで引水する「芦田川用水」が建設された。この芦田川用水は疏水百選に選ばれている。
規模の大きい農業用水の取水施設として以下の取水口がある
- 七社頭首工 - 福山市駅家、最大取水量：1秒あたり2.896立方メートル
- 井溝用水 - 福山市駅家、最大取水量：1秒あたり1.438立方メートル
- 六地蔵用水 - 府中市、最大取水量：1秒あたり0.102立方メートル
- 五ヶ村用水 - 府中市、最大取水量：1秒あたり0.344立方メートル
- 父石大井手堰用水 - 府中市、最大取水量：1秒あたり0.129立方メートル

### 発電所
| 河川   | 発電所 | 認可出力 | 発電形式   | 発電方式   | 取水元         | 事業者   | 運転開始年 | 備考       |
| ------ | ------ | -------- | ---------- | ---------- | -------------- | -------- | ---------- | ---------- |
| 芦田川 | 府中   | 12,300   | ダム水路式 | 逆調整池式 | 八田原ダム     | 中国電力 | 1963       |            |
| 芦田川 | 三川   | 148      | 水路式     | 流れ込み式 | 三川ダム       | JA尾道   | 不明       | 小水力発電 |
| 神谷川 | 藤尾   | 77       | 水路式     | 流れ込み式 | 藤尾発電所堰堤 | JA福山   | 1959       | 小水力発電 |

### 橋梁
主な橋梁は次のとおり（以下上流から）。
- 八田原大橋（世羅郡世羅町大字小谷 - 世羅町大字宇津戸） …… 八田原ダムに架かる道路橋であり、ダム湖建設により広島県道404号小谷宇津戸線付替のため整備された橋。2径間連続鋼斜張橋、橋長230m、幅員8.5m[71][72]。
- 夢吊橋（世羅郡世羅町大字小谷 - 府中市諸毛町） …… 八田原大橋と同じく八田原ダムのダム湖に架橋。橋脚のないPC吊床版橋という珍しい橋種で、この形式の橋としては世界一の支間長を誇る[73]。
- 潜り橋群（中流域に8橋） …… この地には洪水時に水没する「潜り橋（沈下橋）」が存在する。幅約50cmで3から5本の細いコンクリートパネル（床版）が並ぶ全幅普通車1台分の橋で、地元では生活道路として車も通行している。一部の橋の上流側に、水没した際に流木による損傷を防ぎ越流させるための工夫（下写真の橋の右側にある斜め部材）が施されている。芦田川にはかつてはこのような橋が数多く見られたものの、近年は徐々に減少している。この府中市父石町から福山市御幸町中津原にかけて約17km（距離標31.0kmから14.0 km[16]）の間に8橋ある状況は全国的に見ても珍しいものとなっている[74]。2018年の水害では8本中7本が破損して通行不能になった。8本中福山市内にあるのは6本で、うち5本が破損したが[75]、国土交通省は「洪水時に川の流れを妨げる可能性がある」として、廃止を含めて福山市に検討するように指示している。一方住民は生活の手段として復旧を望んでいる。福山市では影響を考慮したうえで、2020年以降に事業に着手される予定となっている[76]。
- 山手橋（福山市北本庄 - 同市山手町） …… 延長312メートル、幅19.8メートル。福山市道の橋。2004年（平成16年）より架け替え事業に着手、2013年（平成25年）3月30日に完成式。架け替えでは、上下線を片側ずつ離れた位置で建造し、横に移動させて一体化する「横取り工法」を採用。[77][78]
- 芦田川大橋（福山市箕島町 - 同市水呑町） …… 福山市内唯一の斜張橋。鋼5径間連続斜張橋、橋長491.0メートル[79]。広島県道380号水呑手城線の橋。2002年（平成14年）には、地元土木業者と暴力団による現場建設JVに対する恐喝未遂事件が発覚[80]。

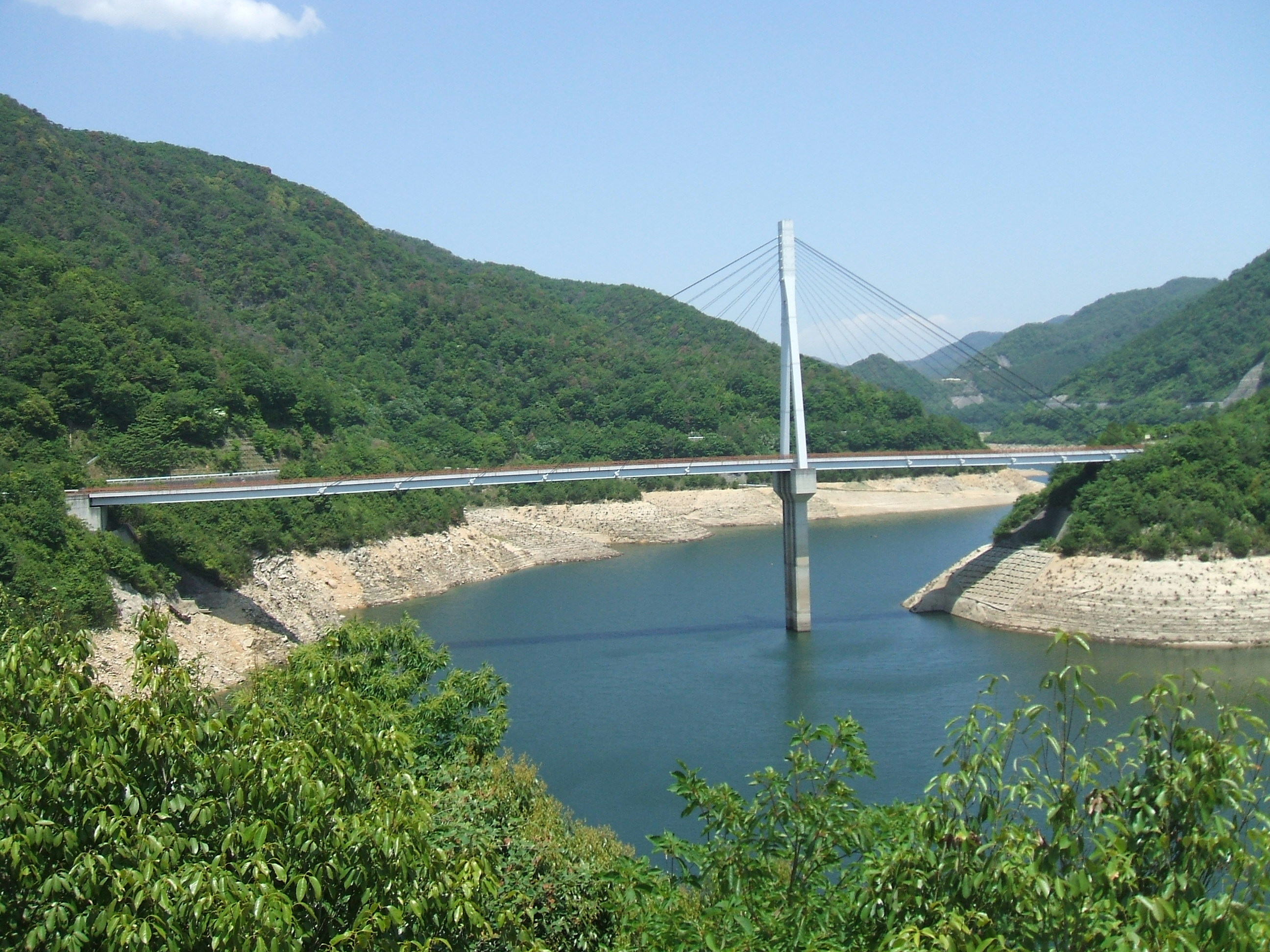
八田原大橋。
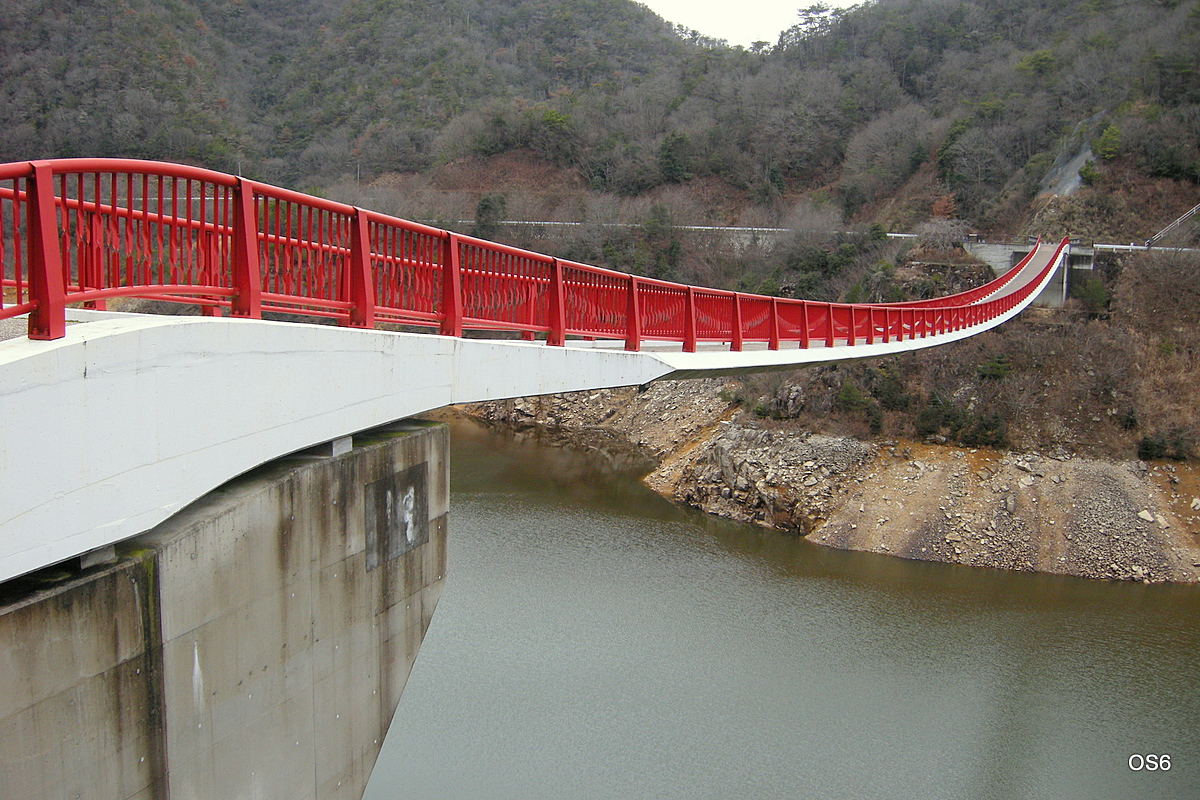
夢吊橋。
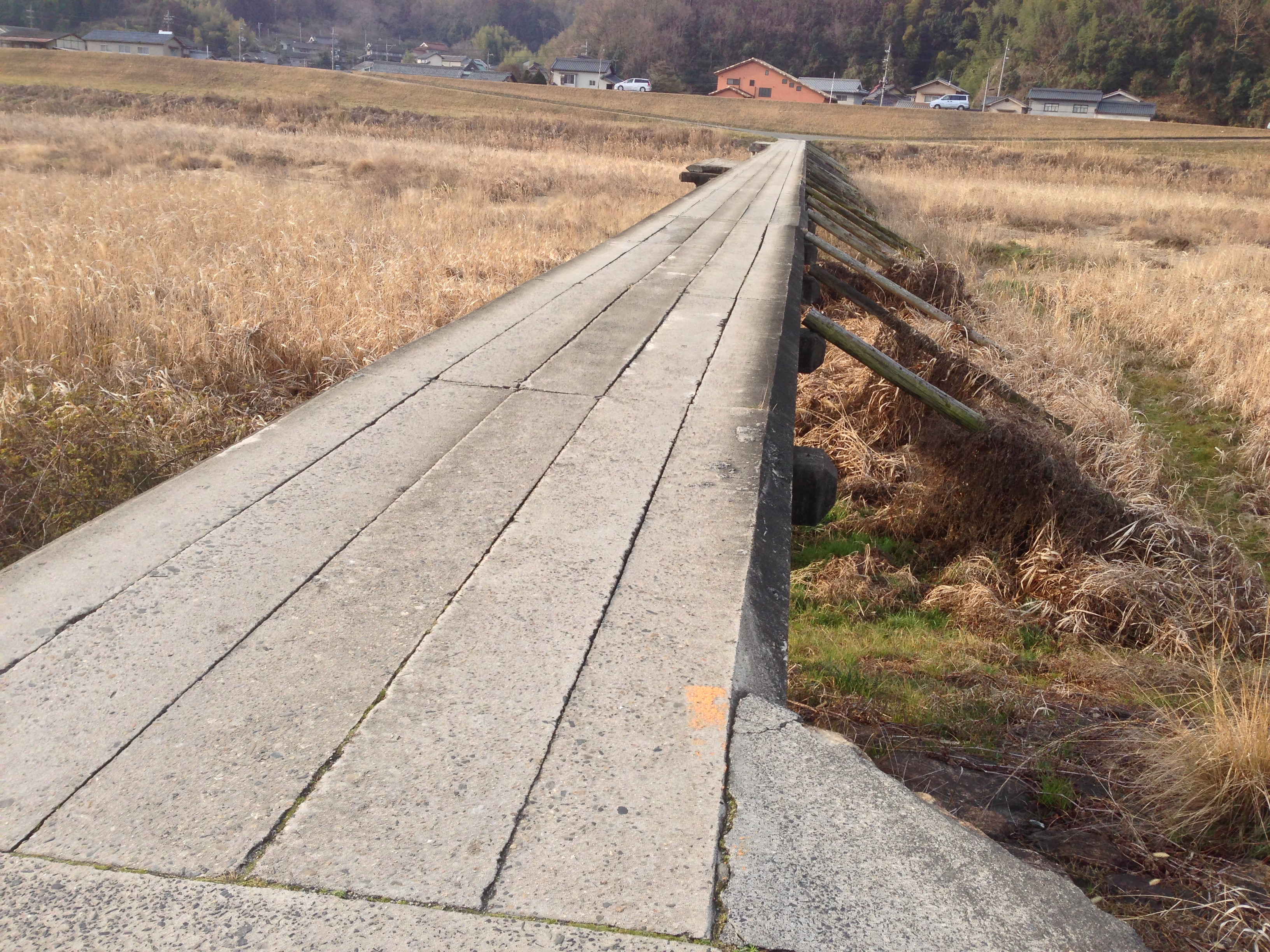
府中市に存在する大型コンクリートパネルを使用した沈下橋。
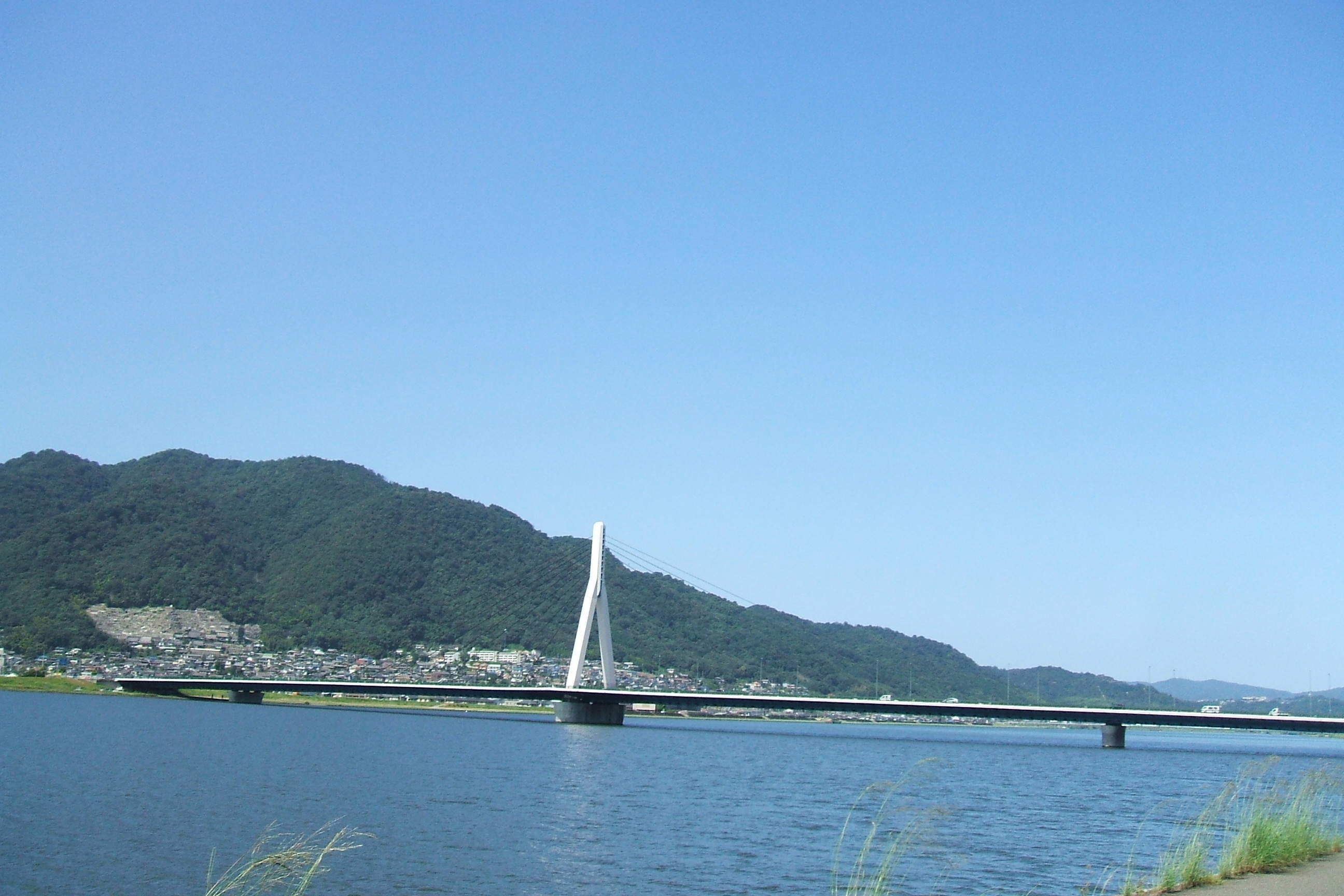
芦田川大橋。

## 産業
流域の土地利用は、約88%が山地・原野、約10％が農地で、残りが宅地等利用である。
流域市町村における米の作付面積は広島県全体の約29%を占め、芦田川流域は県における穀倉地帯となっている。これら水田は、上・中流域は平安時代からの開墾により、下流域は江戸時代からの干拓などにより形成されたものである。
その他産物として、上流域の世羅町は県におけるマツタケの産地の一つ。中流域の芦田・新市町は備後絣の産地であり、江戸時代末期に生まれ、かつてはこの川を干場として利用していた。また新市は菊の産地でもあり、府中は家具（府中家具）の産地でもある。福山藩が下流域に栽培を推進したイグサは、高級畳「備後表」として名物となった。河口付近はクワイ（福山のくわい）の産地であり、生産量日本一を誇る。
河口の沖では他の瀬戸内海周辺と同様にカタクチイワシ漁が盛んで、いりこやちりめんじゃこが名物となっている。上記の通り、河口の干潟は昔は富士川漻指導のもとアサクサノリ養殖が盛んに行われ、「ミノミアサクサ」と呼ばれ東京の業者によって浅草海苔として全国に販売されていた が、河口堰により養殖業者は減っている。
下流域に重化学工業地帯が栄え、それにより工業用用水確保のため河川改修が行われてきた側面もある。例えば河口湖からJFEスチールに向けて「福山市工業用水」として1秒あたり1.968立方メートル、1日あたり38,000トン 供給している。

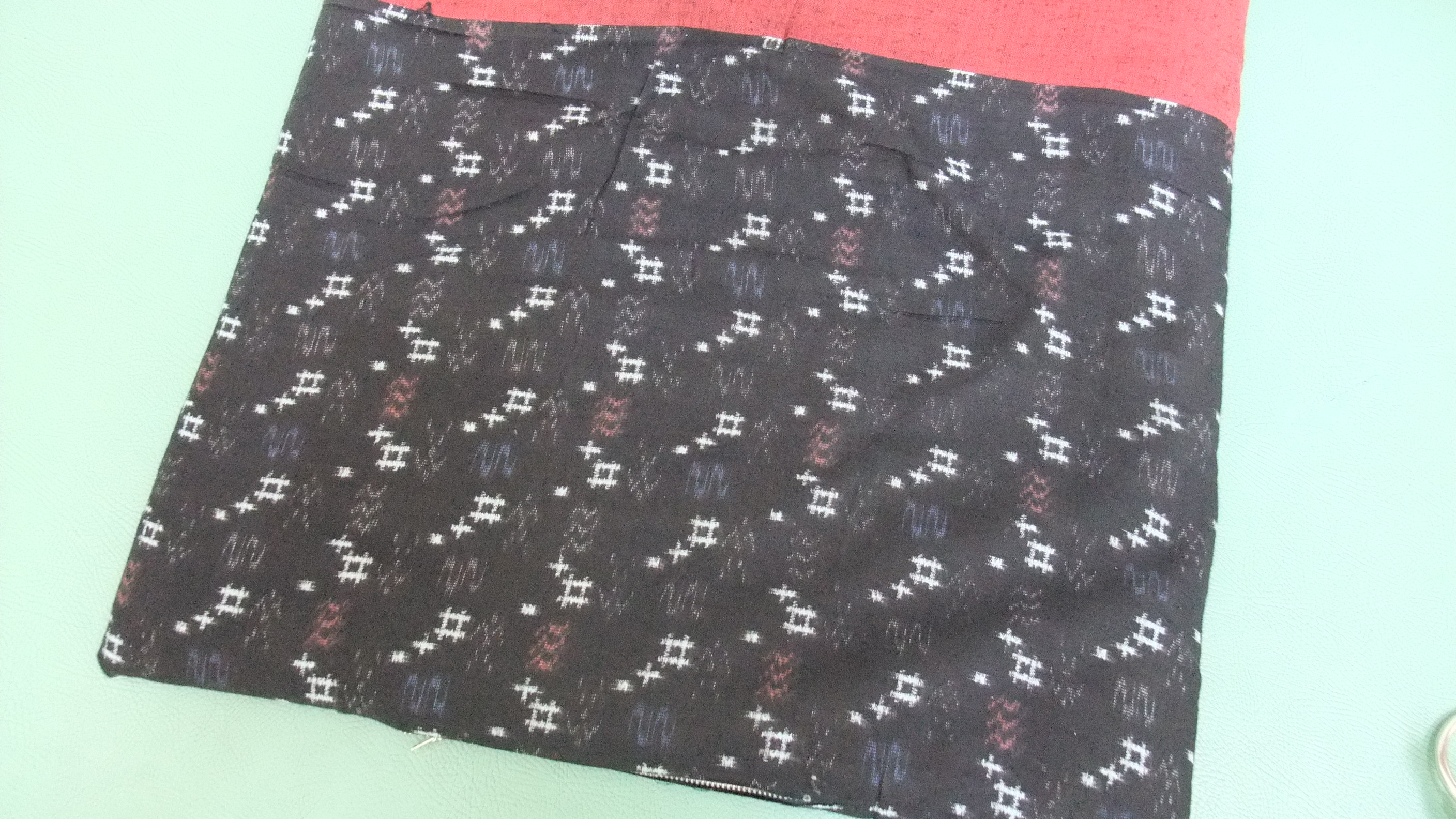
備後絣を利用した座布団
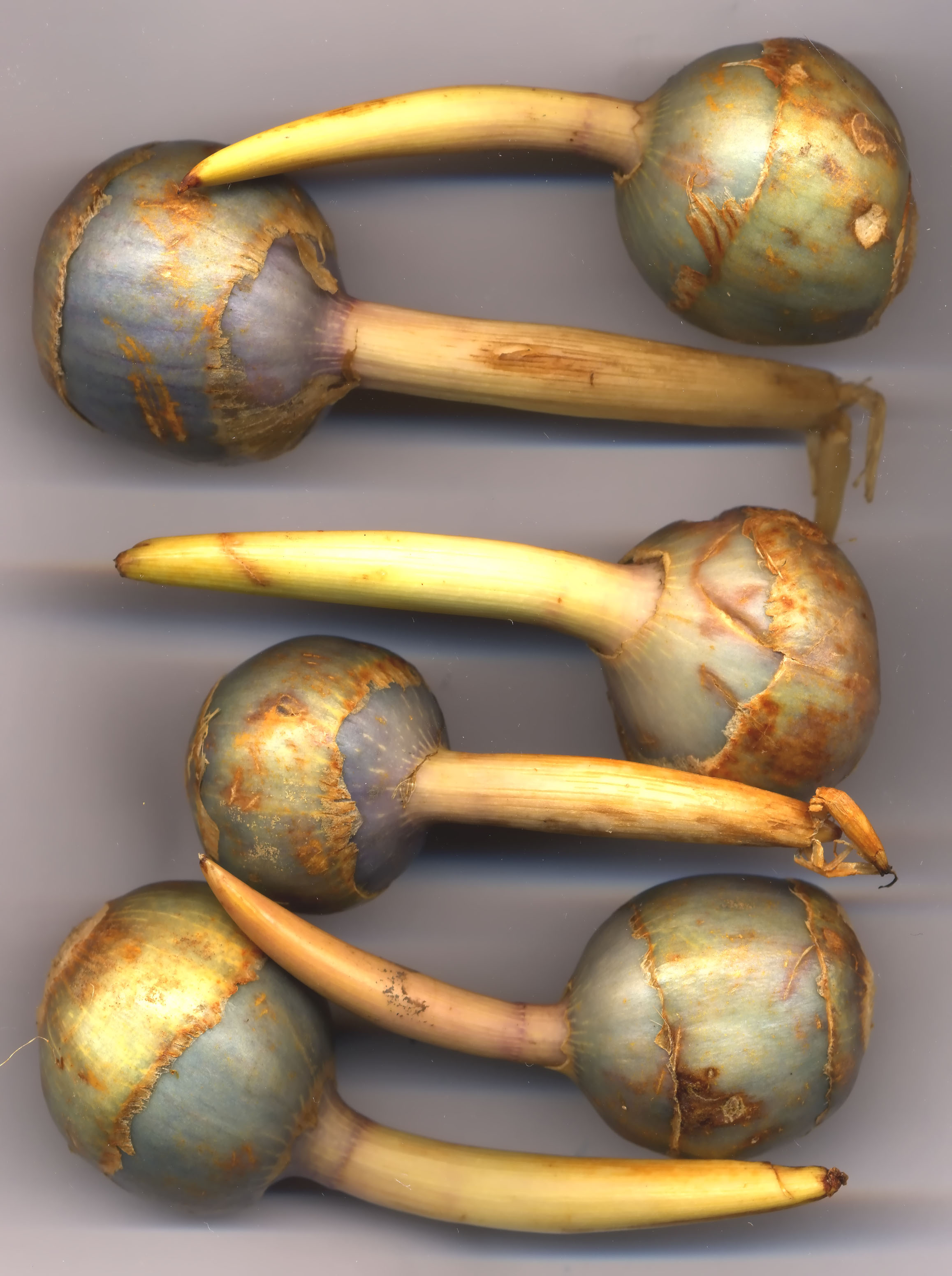
クワイ
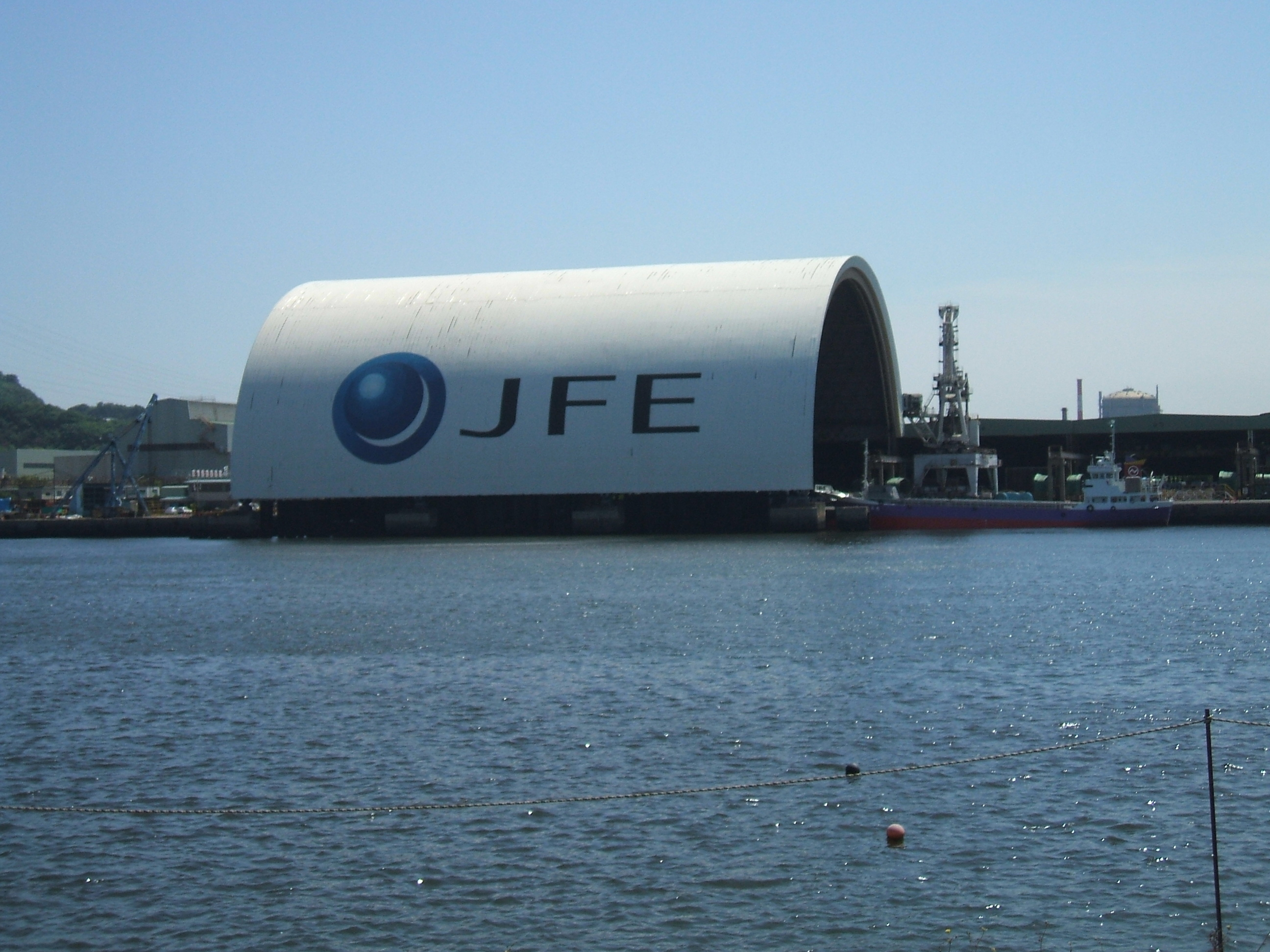
JFEスチール

## 並行する交通

### 鉄道
- 西日本旅客鉄道福塩線（備後三川駅 - 福山駅間）

福塩線備後三川駅-河佐駅間は八田原ダムの建設により1989年4月20日から線路付替えが行われた。途中にあった八田原駅は湖底に沈むこととなり、廃止された。八田原ダムの堰堤直下に、旧路線や鉄橋、トンネルなどが残っており、一帯が公園となっている。

### 道路
- 国道432号
- 国道486号（旧古代山陽道）、御調川にも並行。

## 舞台にした作品
- 『芦田川ブルース』 （1970年ごろに発表されたご当地ソング[86]）

## 参考資料
- 国土交通省『河川整備基本方針 > 芦田川水系』
  - 国土交通省『芦田川水系流域及び河川の概要』（PDF）。2014年3月5日閲覧。
- 広島県『一級河川芦田川水系芦田川上流ブロック河川整備計画』
  - 広島県『芦田川ブロックの概要』（PDF）。2014年3月5日閲覧。
- 広島県『一級河川芦田川水系芦田川下流ブロック河川整備計画』
  - 広島県『ブロックの概要』（PDF）。2014年3月5日閲覧。
- ひろしま戦前の風景 - 中国放送(RCC)。戦前の映像がある。